# Bachta
Bachta (rusky Бахта) je řeka v Krasnojarském kraji v Rusku. Je 498 km dlouhá. Povodí má rozlohu 35 500 km².

## Průběh toku
Pramení v Tunguzské vrchovině, protéká Středosibiřskou pahorkatinou. Ústí zprava do Jeniseje.

## Vodní režim
Zdrojem vody jsou sněhové a dešťové srážky. Zamrzá v polovině října a rozmrzá v polovině května.

## Využití
Na dolním toku je možná vodní doprava.